# دانشگاه ویرجینیا کامنولث
دانشگاه ویرجینیا کامِنوِلث (به انگلیسی: Virginia Commonwealth University) به‌اختصار VCU، یک دانشگاه تحقیقاتی دولتی در شهر ریچموند واقع در ایالت ویرجینیا آمریکا است که در سال ۱۸۳۸ میلادی بنیان‌گذاری شده‌است. VCU در سال ۲۰۱۹ با بودجه تحقیقاتی ۳۱۰ میلیون دلاری حمایت شده بود و بر اساس رتبه‌بندی شانگهای، این دانشگاه بین دانشگاه‌های رده ۱۵۱-۲۰۰ جهان قرار می‌گیرد.

یک عضو هیئت علمی و یک دانش‌آموخته این دانشگاه جایزه نوبل کسب کرده‌اند: باروخ بن الصراف، ایمنی‌شناس آمریکایی، جایزه نوبل سال ۱۹۸۰ در فیزیولوژی و پزشکی را دریافت کرد، و جان فن استاد دانشکده علوم انسانی و علوم پایه، که در سال ۲۰۰۲ جایزه نوبل شیمی را دریافت کرد. این دانشگاه در زمینه رشته‌های زیست‌شناسی و پزشکی، VCU دارای چهار استاد است که در مؤسسه پزشکی فرهنگستان هنر و علوم آمریکا انتخاب شده‌اند.

## نگارخانه

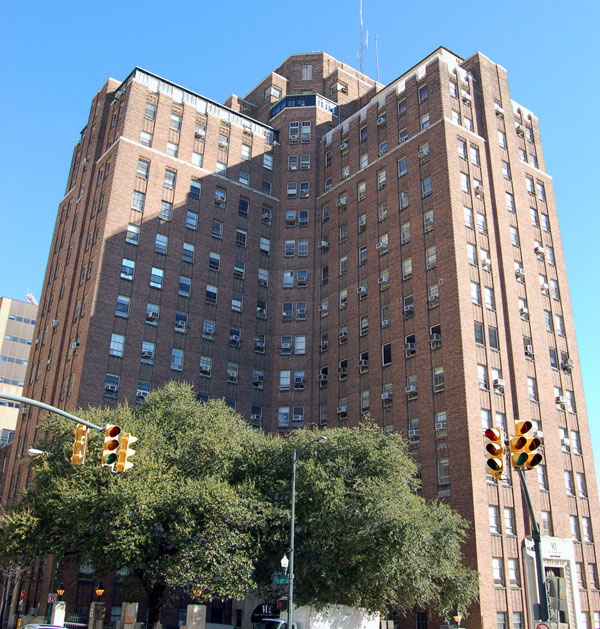
ساختمان مرکزی و اصلی دانشگاه ویرجینیا کامنولث

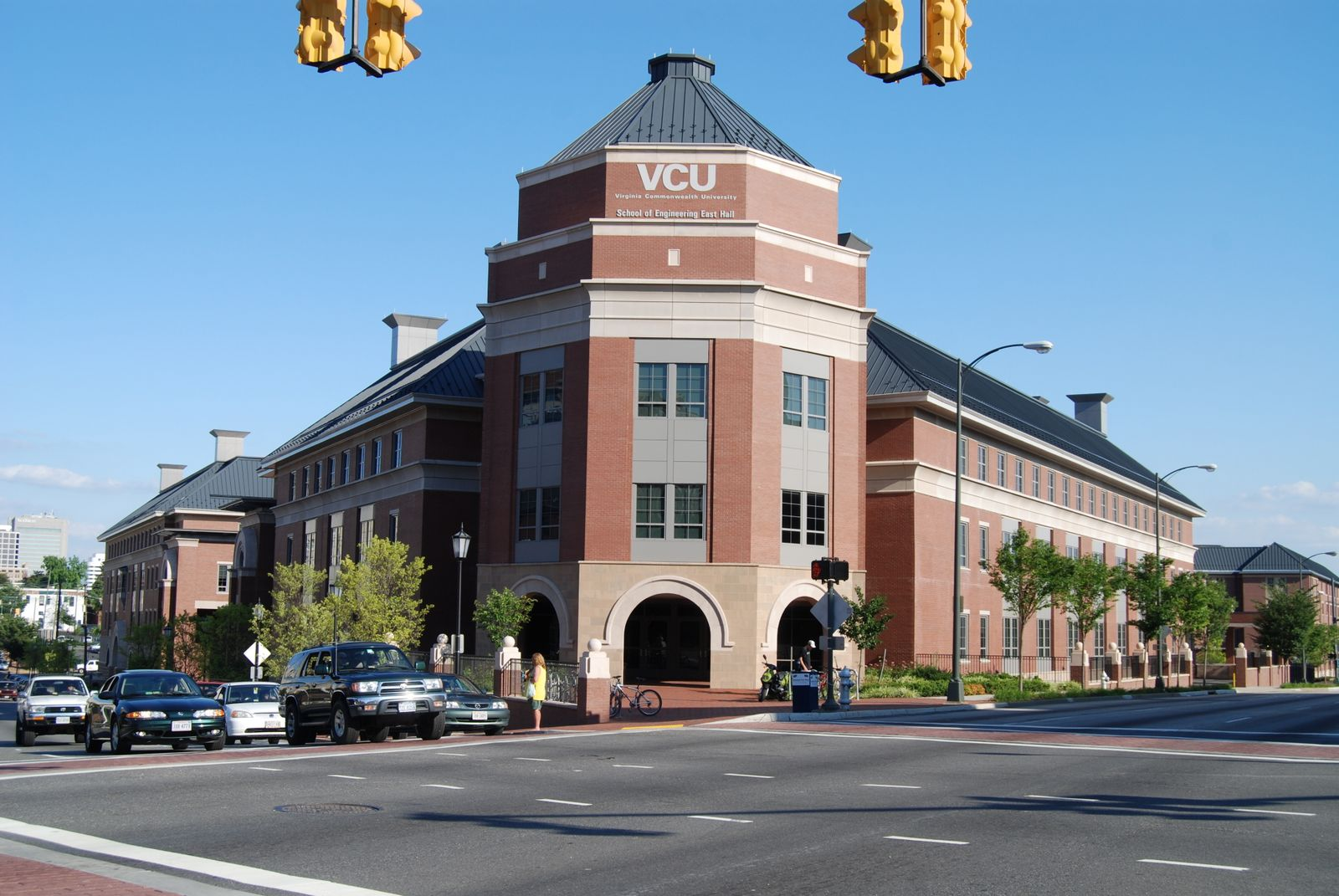
ساختمان کسب‌وکار و مهندسی VCU
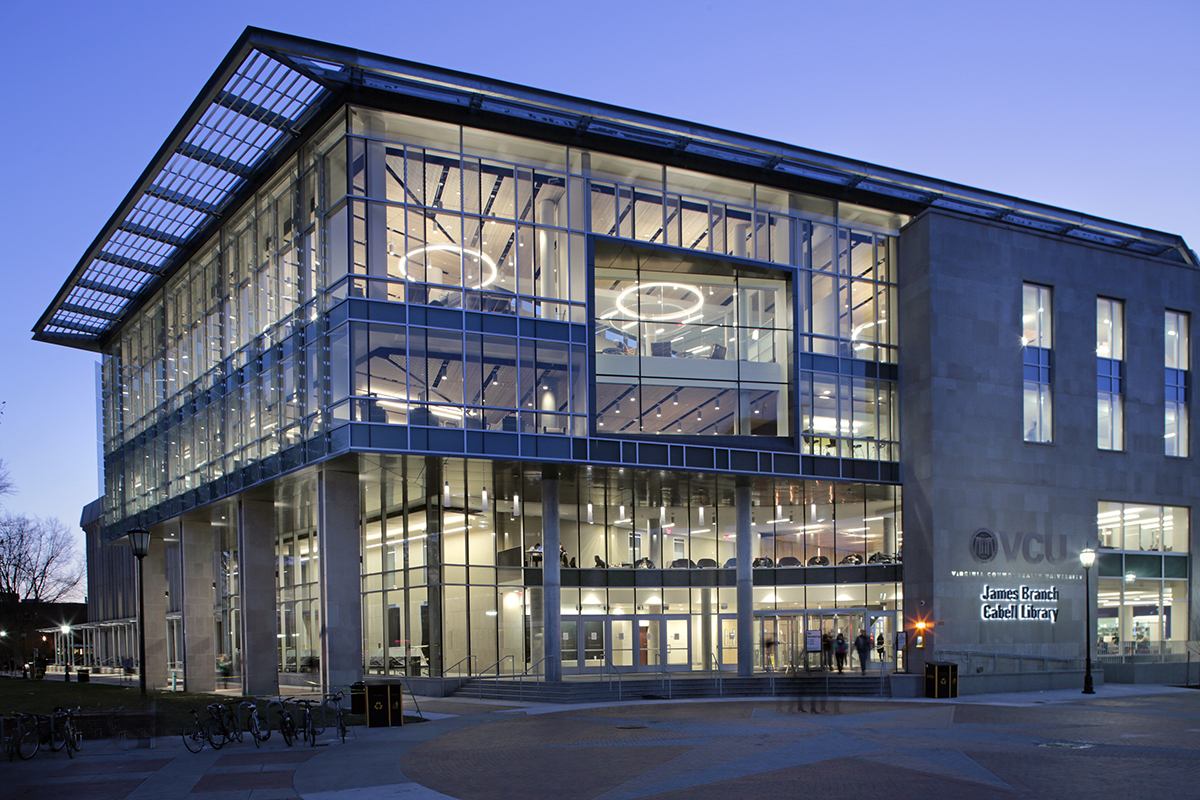
کتابخانه جیمز برنچ
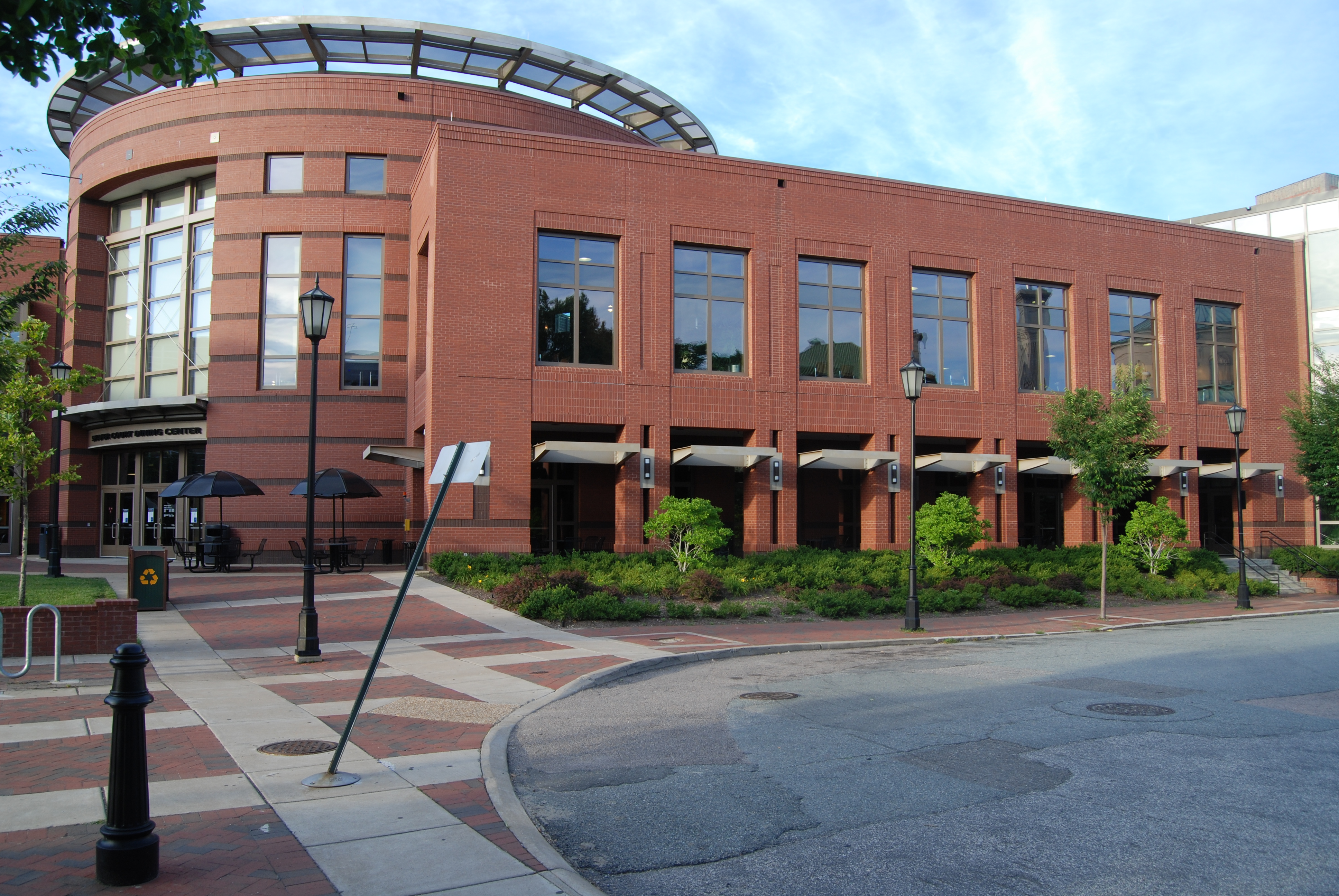
مرکز غذاخوری